# آخرین پرواز
آخرین پرواز نام فیلمی به کارگردانی احمدرضا درویش است. این فیلم محصول کشور ایران و تولید سال ۱۳۶۸ است.

## خلاصه داستان
یک سرگرد خلبان به نام «ناصر خرسندی» پسر فلج خود، «حمید» را همراه همسرش «اکرم»، برای معالجه به فرانسه می‌فرستد. آن‌ها در خانه «مجید»، برادر «اکرم» ساکن می‌شوند. یک گروه تروریستی آن‌ها و زن مسن صاحب خانه را در داخل آپارتمان به گروگان می‌گیرند و با ارسال نوار ضبط شده‌ای برای «ناصر» از او می‌خواهند که برای نجات گروگان‌ها هواپیمای خود را در خاک عراق فرود آورد. از طرف دیگر شوهر زن صاحب خانه که از غیبت همسرش نگران شده ماجرا را به پلیس اطلاع می‌دهد و در طی عملیاتی برای نجات دادن گروگان‌ها افراد مهاجم و «مجید» کشته می‌شوند. «ناصر» که هواپیمای خود را به پرواز درآورده، بدون اطلاع از این موضوع، پایگاه دشمن را بمباران می‌کند.

## بازیگران
فرامرز صدیقی:ناصر

عبدالرضا اکبری:مجید

مهشید افشارزاده:اکرم

سرور رجایی: مادر ناصر

اکبر سنگی: فریدون اسدی

حسین خانی بیک:سرهنگ معینی

مهدی وثوقی راد:گروگانگیر

علی اصغر گرمسیری:موسیو روسو

ملیحه نظری:مادام روسو

الیزا جوهری:خواهر ناصر 

رضا بنفشه‌خواه: مدیر دارالترجمه